# 우라모토역
우라모토역(일본어: 浦本駅, うらもとえき)은 일본 니가타현 이토이가와시에 있는 제3섹터 에치고토키메키 철도의 철도역이다.

## 역 구조
상대식 2면 2선 구조의 고가역이다. 정류소로 취급되고 있다.
무인역이다.

### 승강장
| 역사쪽 | ■ 니혼카이 히스이 라인 | 하행 | 나오에쓰 방면            |
| 반대쪽 | ■ 니혼카이 히스이 라인 | 상행 | 이토이가와 · 도마리 방면 |

## 역세권 정보
- 국도 제8호선

## 역사
- 1950년 1월 28일 - 일본국유철도 호쿠리쿠 본선 가지야시키 역 ~ 노 역 사이에 신설 개업.
- 1987년 4월 1일 - 민영화에 따라 서일본 여객철도의 소속이 되었다.
- 2015년 3월 14일 - 호쿠리쿠 신칸센 연장 개통에 따라 에치고토키메키 철도로 소속이 이관되었다.

## 인접역
| 에치고토키메키 철도 ■ 니혼카이 히스이 라인 | 에치고토키메키 철도 ■ 니혼카이 히스이 라인 | 에치고토키메키 철도 ■ 니혼카이 히스이 라인 |
| ------------------------------------------ | ------------------------------------------ | ------------------------------------------ |
| 가지야시키 도마리 방면                     |                                            | 노 나오에쓰 방면                           |